# Бхарата (Рамаяна)
Бха́рата — сын Дашаратхи и Кайкеи, волею судьбы оказавшийся регентом престола Айодхьи. В детстве проводил время возле Рамы, Лакшманы и Шатругны. Шатругна был столь же неразлучен с Бхаратой, как и Лакшмана с Рамой.
После женитьбы Рамы, Лакшманы, Шатругны и Бхараты Дашаратха решает отправить Бхарату к его деду Юдхаджиту. И тогда Бхарата вместе с Шатругной отправились в Гиривраджу. Бхарата был наделён высоким интеллектом и владел своими чувствами и желаниями. У дедушки они постоянно говорили о Дашаратхе и Раме.

## Прибытие к отцу
Прибыв в Айодхью Бхарата не узнал её. Бывшие радостные и приветливые жители заперлись у себя в домах. Бхарата был поражён известием о смерти Дашаратхи и о изгнании Рамы в лес на 14 лет, но рассказал это ему только Васиштха, и ему стало стыдно, что его родила такая мать.
Бхарата провёл погребальные обряды в связи с предписаниями Вед, и уговорил жён Дашаратхи Каушалью и Сумитру не входить в погребальный костёр. Он взошёл на трон, но не пожелал остаться правителем в то время, как Рама находится в изгнании, и вскоре отправился к нему в сопровождении множества жителей города. Выехав из города, Бхарата последовал босиком к Раме, чтобы умилостивить свою судьбу, потому что чувствовал себя виновным перед своим братом и правителем Рамой.

## Бхаратакупа (Источник Бхараты)
Придя к Раме в тростниковую хижину, Бхарата не смог убедить Раму вернуться на престол. И чтобы не терять время, с разрешения Рамы Бхарата вместе с Шатругной отправился навестить все святые места, озёра, горные потоки и водопады вокруг горы Читракута. По дороге он встретил источник, бьющий прямо из горы и простёрся перед источником святости. Он очистил маленькое озеро, вынув из него листья и камни, этот источник известен сегодня под названием Бхаратакупа («Источник Бхараты»).

## Сандалии на царском троне
На шестой день пребывания в лесу Бхарата отправился попрощаться с Рамой. Видя то, что Бхарата не хочет править, Рама дал свои сандалии, как символ того, что Рама вернётся, и чтобы поднять уверенность брата и всех присутствующих жителей Айодхи. И Бхарата признал их символами Ситы и Рамы, источающими благо для народа, которые останутся в Айодхе. И с этими атрибутами довольные жители Айодхи вместе с Бхаратой и царскими жёнами отправились домой.

## Маленькая деревушка
Бхарата выбрал благоприятный день для возложения на трон сандалей и передал свои полномочия Каушалье, Сумитре, Кайкеи, а сам не выдержав разлуки с братом отправился в глухую деревушку Нандиграма, где жил в тростниковой хижине, отказавшись от роскоши и занимаясь йогой.